# 소마젠
소마젠(Psomagen)은 글로벌 유전체 및 멀티오믹스 분석 토탈 솔루션 기업으로, 북미 지역에서 사업을 영위하는 미국 기업이다. 본사는 미국 1330 Piccard Drive, Suite 205, Rockville, MD에 위치해 있으며, 2024년 현재 대표이사는 홍 수이다.

## 개요
소마젠은 2004년 미국 메릴랜드주에 마크로젠 USA라는 상호로 처음 설립됐다. 이후 2005년부터 1세대 유전체 분석 사업인 CES 서비스를 시작했다.
이어 2011년엔 차세대 유전체 분석사업인 NGS 서비스로 사업 분야를 확대하며 본격적인 외형 성장을 시작했다. 이후 2014년 CLIA 인증, 2017년 CAP 인증을 획득하며 미국 현지에서 인지도를 쌓았다.
이후 2020년 외국기업 최초로 기술특례 기업으로 코스닥 시장에 상장했다. 2021년에는 단일세포 분석 사업인 싱글셀(Single Cell) 분석 서비스, 2022년엔 단백질체(Proteomics) 분석 서비스 사업을 시작했고, 2023년엔 3세대 시퀀싱 기술로 불리는 롱리드 시퀀싱(Long-Read Sequencing) 서비스까지 사업 영역을 확장하며 북미 지역 멀티오믹스 토탈 솔루션 기업으로 도약했다.
소마젠은 2014년, 미국 정부가 주도하는 대규모 유전체 프로젝트인 TOPMed 1.0에 참여해 2만 명 이상의 미국인 전장 유전체 분석을 수행했으며, 2020년에는 글로벌 파킨슨병 환자를 대상으로 유전체를 분석하는 세계적인 프로젝트 'GP2'에 참여해오고 있다. 또한, 2023년부터는 미 국립보건원 산하기관인 CARD에서 진행하는 알츠하이머 연구 프로젝트에 참여하며 알츠하이머 환자 1만 명의 전장 유전체 분석을 진행 중이다.
더불어 최근엔 TOPMed CORE 2.0 프로젝트에 브로드 연구소, 뉴욕 지놈센터 등 글로벌 연구기관과 함께 1차 벤더사로 선정되며 향후 10년간 총 6,500억원 규모의 멀티오믹스 분석 프로젝트에 참여하게 됐다.

## 연혁
- 2004년 12월 미국 메릴랜드주 락빌에 Macrogen Corp. 설립
- 2005년  8월 미 국립보건원(NIH) Sanger Sequencing Service 시작
- 2010년  6월 뉴욕 지사 설립
- 2011년 10월 보스턴 지사 설립
- 2014년  1월 CLIA 인증 획득
- 2014년  8월 미 국립보건원(NIH) TOPMed 1.0 프로젝트 참여
- 2017년  8월 CAP 인증 획득
- 2019년  9월 스털링 지사 설립
- 2020년  7월 코스닥 시장 상장(외국기업 최초 기술특례기업 상장)
- 2021년 11월 가정 웰니스 테스트 신규 브랜드 'Kean Health' 출시
- 2022년  1월 단백질체(Proteomics) 분석 서비스 출시
- 2022년  9월 마이크로바이옴 분석 서비스 Kean V, Kean V+ 출시
- 2023년  3월 델라웨어주 법인으로 본점 등록지 변경
- 2023년  8월 일본 법인 KEAN Health Corp. 출자 (종속회사 편입)
- 2023년  9월 미 국립보건원(NIH) 알츠하이머 유전체 분석 공급계약 체결
- 2023년 12월 미국 마이클 J.폭스 재단과 GP2 프로젝트, 파킨슨병 유전체 분석 공급계약 체결

## 주요 거래처
국립보건원(미국), 미국 식품의약국, 마이클 J.폭스 재단, 리버뇌발달연구소(LIBD), 모더나, 아스트라제네카, 글락소스미스클라인(GSK)

## 같이 보기
- 마크로젠